# Town of East Fremantle
Town of East Fremantle is een Local Government Area (LGA) in Australië in de staat West-Australië in de agglomeratie van Perth. Town of East Fremantle telde 7.819 inwoners in 2021. De hoofdplaats is East Fremantle.